# Rózsavölgyi Gyula (zeneműkiadó)
Rózsavölgyi Gyula (Baja, 1822 – Pest, 1861. augusztus 18.) magyar zeneműkiadó, a Rózsavölgyi és Társa zeneműkiadó és hangversenyrendező vállalat alapítója, Rózsavölgyi Márk zeneszerző fia.

## Pályafutása
Vállalata, mely elsősorban magyar zeneművek kiadásával alapozta meg a hírnevét, a 19. század második felében Magyarország legnagyobb zenei kiadója lett. Az 1850-es évek elején vállalata már hangversenyek rendezését is lebonyolította. Elhunyt 1861. augusztus 18-án reggel 6 órakor, örök nyugalomra helyezték 1861. augusztus 19-én délután az izraelita sírkertben.